# Ellsworth, Pennsylvania
Ellsworth är en ort i Washington County i delstaten Pennsylvania. Vid 2010 års folkräkning hade Ellsworth 1 027 invånare.